# Football Club Koeppchen Wormeldange
Actualités
Le FC Koeppchen Wormeldange est un club luxembourgeois de football basé à Wormeldange.

## Historique
En 1919 est fondé le club du FC Koeppchen Wormer. Il adhère à la Fédération luxembourgeoise de football en 1939 puis est renommé FC Wormerldange en 1940. En 1944, le club est renommé FC Koeppchen Wormeldange.
Le club fait sa première apparition au Division Nationale lors de la saison 1991-1992, terminant dixième et donc étant relégué en seconde division. Sa deuxième participation se termine sur une douzième place lors de la saison 1994-1995. Le club n'est plus remonté dans l'élite depuis. Le FC Koeppchen atteint à deux reprises les demi-finales de la Coupe du Luxembourg de football (en 1996 et en 1998).